# فهرست کشورها بر پایه میزان وام‌دهی عمده بانک‌ها
این فهرست کشورها بر پایه میزان وام دهی بانک بر اساس میانگین میزان بهره سالانه بانک‌ها برای باز پرداخت، در وام‌های جدید بدست امده‌است.
امار بر اساس کتاب حقایق جهان منتشر شده‌است.
| رتبه | کشور                   | درصد میزان وام از بانک | اطلاعات          |
| ---- | ---------------------- | ---------------------- | ---------------- |
| ۱    | زیمبابوه               | ۵۷۸٫۹۶                 | ۳۱ دسامبر ۲۰۰۷   |
| ۲    | هائیتی                 | ۴۶٫۹۹                  | ۳۱ دسامبر ۲۰۰۷   |
| ۳    | ماداگاسکار             | ۴۵٫۰۰                  | ۳۱ دسامبر ۲۰۰۷   |
| ۴    | برزیل                  | ۴۳٫۷۲                  | ۳۱ دسامبر ۲۰۰۷   |
| ۵    | سائوتومه و پرنسیپ      | ۳۲٫۴۰                  | ۳۱ دسامبر ۲۰۰۷   |
| ۶    | لائوس                  | ۲۸٫۵۰                  | ۳۱ دسامبر ۲۰۰۷   |
| ۷    | آرژانتین               | ۲۸٫۰۰                  | ۲۸ نوامبر ۲۰۰۸   |
| ۸    | گامبیا                 | ۲۷٫۹۲                  | ۳۱ دسامبر ۲۰۰۷   |
| ۹    | مالاوی                 | ۲۷٫۷۲                  | ۳۱ دسامبر ۲۰۰۷   |
| ۱۰   | قرقیزستان              | ۲۵٫۳۲                  | ۳۱ دسامبر ۲۰۰۷   |
| ۱۱   | پاراگوئه               | ۲۵٫۰۳                  | ۳۱ دسامبر ۲۰۰۷   |
| ۱۲   | سیرالئون               | ۲۵٫۰۰                  | ۳۱ دسامبر ۲۰۰۷   |
| ۱۳   | پرو                    | ۲۴٫۱۰                  | دسامبر ۲۰۰۸      |
| ۱۴   | تاجیکستان              | ۲۳٫۱۰                  | ۳۱ دسامبر ۲۰۰۸   |
| ۱۵   | موریس                  | ۲۱٫۸۷                  | ۳۱ دسامبر ۲۰۰۷   |
| ۱۶   | گرجستان                | ۲۰٫۴۱                  | ۳۱ دسامبر ۲۰۰۷   |
| ۱۷   | عراق                   | ۱۹٫۷۴                  | ۳۱ دسامبر ۲۰۰۷   |
| ۱۸   | موزامبیک               | ۱۹٫۵۲                  | ۳۱ دسامبر ۲۰۰۷   |
| ۱۹   | ایسلند                 | ۱۹٫۲۹                  | ۳۱ دسامبر ۲۰۰۷   |
| ۲۰   | جمهوری آذربایجان       | ۱۹٫۱۳                  | ۳۱ دسامبر ۲۰۰۷   |
| ۲۱   | اوگاندا                | ۱۹٫۱۱                  | ۳۱ دسامبر ۲۰۰۷   |
| ۲۲   | زامبیا                 | ۱۸٫۸۹                  | ۳۱ دسامبر ۲۰۰۷   |
| ۲۳   | مولدووا                | ۱۸٫۸۳                  | ۳۱ دسامبر ۲۰۰۷   |
| ۲۴   | سری‌لانکا               | ۱۸٫۵۰                  | ۳۱ دسامبر ۲۰۰۸   |
| ۲۵   | افغانستان              | ۱۸٫۱۴                  | ۳۱ دسامبر ۲۰۰۷   |
| ۲۶   | یمن                    | ۱۸٫۰۰                  | ۳۱ دسامبر ۲۰۰۷   |
| ۲۷   | آنگولا                 | ۱۷٫۷۰                  | ۳۱ دسامبر ۲۰۰۷   |
| ۲۸   | مغولستان               | ۱۷٫۵۴                  | ۳۱ دسامبر ۲۰۰۷   |
| ۲۹   | ارمنستان               | ۱۷٫۵۲                  | ۳۱ دسامبر ۲۰۰۷   |
| ۳۰   | جامائیکا               | ۱۷٫۲۰                  | ۳۱ دسامبر ۲۰۰۷   |
| ۳۱   | ونزوئلا                | ۱۷٫۱۱                  | ۳۱ December ۲۰۰۷ |
| ۳۲   | میانمار                | ۱۷٫۰۰                  | ۳۱ December ۲۰۰۷ |
| ۳۳   | نیجریه                 | ۱۶٫۹۴                  | ۳۱ December ۲۰۰۷ |
| ۳۴   | بوروندی                | ۱۶٫۸۴                  | ۳۱ December ۲۰۰۷ |
| ۳۵   | لتونی                  | ۱۶٫۸۰                  | ۳۱ December ۲۰۰۸ |
| ۳۶   | هندوراس                | ۱۶٫۶۱                  | ۳۱ December ۲۰۰۷ |
| ۳۷   | بوتسوانا               | ۱۶٫۲۲                  | ۳۱ December ۲۰۰۷ |
| ۳۸   | تانزانیا               | ۱۶٫۰۳                  | ۳۱ December ۲۰۰۷ |
| ۳۹   | بنگلادش                | ۱۶٫۰۰                  | ۳۱ December ۲۰۰۷ |
| ۴۰   | رواندا                 | ۱۵٫۸۴                  | ۳۱ December ۲۰۰۷ |
| ۴۱   | جمهوری دومینیکن        | ۱۵٫۸۳                  | ۳۱ December ۲۰۰۷ |
| ۴۲   | کلمبیا                 | ۱۵٫۶۰                  | ۳۱ December ۲۰۰۸ |
| ۴۳   | اندونزی                | ۱۵٫۱۳                  | ۳۱ December ۲۰۰۸ |
| ۴۴   | لیبریا                 | ۱۵٫۰۵                  | ۳۱ December ۲۰۰۷ |
| ۴۵   | تیمور شرقی             | ۱۵٫۰۵                  | ۳۱ December ۲۰۰۷ |
| ۴۶   | چاد                    | ۱۵٫۰۰                  | ۳۱ December ۲۰۰۷ |
| ۴۷   | گابن                   | ۱۵٫۰۰                  | ۳۱ December ۲۰۰۷ |
| ۴۸   | گینه استوایی           | ۱۵٫۰۰                  | ۳۱ December ۲۰۰۷ |
| ۴۹   | جمهوری آفریقای مرکزی   | ۱۵٫۰۰                  | ۳۱ December ۲۰۰۷ |
| ۵۰   | کامرون                 | ۱۵٫۰۰                  | ۳۱ December ۲۰۰۷ |
| ۵۱   | جمهوری کنگو            | ۱۵٫۰۰                  | ۳۱ December ۲۰۰۷ |
| ۵۲   | کنیا                   | ۱۴٫۸۰                  | ۳۱ December ۲۰۰۸ |
| ۵۳   | گویان                  | ۱۴٫۶۱                  | ۳۱ December ۲۰۰۷ |
| ۵۴   | بلیز                   | ۱۴٫۳۳                  | ۳۱ December ۲۰۰۷ |
| ۵۵   | لسوتو                  | ۱۴٫۱۳                  | ۳۱ December ۲۰۰۷ |
| ۵۶   | جزایر سلیمان           | ۱۴٫۱۲                  | ۳۱ December ۲۰۰۷ |
| ۵۷   | آلبانی                 | ۱۴٫۱۰                  | ۳۱ December ۲۰۰۷ |
| ۵۸   | ایالات فدرال میکرونزی  | ۱۴٫۰۳                  | ۳۱ December ۲۰۰۷ |
| ۵۹   | بوتان (کشور)           | ۱۴٫۰۰                  | ۳۱ December ۲۰۰۷ |
| ۶۰   | اوکراین                | ۱۳٫۹۰                  | ۳۱ December ۲۰۰۷ |
| ۶۱   | سورینام                | ۱۳٫۷۷                  | ۳۱ December ۲۰۰۷ |
| ۶۲   | رومانی                 | ۱۳٫۳۵                  | ۳۱ December ۲۰۰۷ |
| ۶۳   | آفریقای جنوبی          | ۱۳٫۱۷                  | ۳۱ December ۲۰۰۷ |
| ۶۴   | اسواتینی               | ۱۳٫۱۷                  | ۳۱ December ۲۰۰۷ |
| ۶۵   | نیکاراگوئه             | ۱۳٫۰۴                  | ۳۱ December ۲۰۰۷ |
| ۶۶   | روسیه                  | ۱۳٫۰۰                  | ۳۱ December ۲۰۰۸ |
| ۶۷   | نامیبیا                | ۱۲٫۸۸                  | ۳۱ December ۲۰۰۷ |
| ۶۸   | بولیوی                 | ۱۲٫۸۶                  | ۳۱ December ۲۰۰۷ |
| ۶۹   | گواتمالا               | ۱۲٫۸۴                  | ۳۱ December ۲۰۰۷ |
| ۷۰   | نیوزیلند               | ۱۲٫۸۳                  | ۳۱ December ۲۰۰۷ |
| ۷۱   | کاستاریکا              | ۱۲٫۸۰                  | ۳۱ December ۲۰۰۷ |
| ۷۲   | ساموآ                  | ۱۲٫۶۵                  | ۳۱ December ۲۰۰۷ |
| ۷۳   | مصر                    | ۱۲٫۵۱                  | ۳۱ December ۲۰۰۷ |
| ۷۴   | اکوادور                | ۱۲٫۵۰                  | ۱۵ October ۲۰۰۸  |
| ۷۵   | تونگا                  | ۱۲٫۱۶                  | ۳۱ December ۲۰۰۷ |
| ۷۶   | ایران                  | ۱۲٫۰۰                  | ۳۱ December ۲۰۰۸ |
| ۷۷   | ترینیداد و توباگو      | ۱۱٫۷۵                  | ۳۱ December ۲۰۰۷ |
| ۷۸   | ویتنام                 | ۱۱٫۱۸                  | ۳۱ December ۲۰۰۷ |
| ۷۹   | صربستان                | ۱۱٫۱۳                  | ۳۱ December ۲۰۰۷ |
| —    | آروبا                  | ۱۱٫۰۱                  | ۳۱ December ۲۰۰۷ |
| ۸۰   | ایتالیا                | ۱۰٫۹۳                  | ۳۱ December ۲۰۰۷ |
| ۸۱   | سیشل                   | ۱۰٫۸۹                  | ۳۱ December ۲۰۰۷ |
| ۸۲   | باربادوس               | ۱۰٫۸۰                  | ۳۱ December ۲۰۰۷ |
| ۸۳   | کیپ ورد                | ۱۰٫۵۵                  | ۳۱ December ۲۰۰۷ |
| ۸۴   | کومور                  | ۱۰٫۵۰                  | ۳۱ December ۲۰۰۷ |
| ۸۵   | آنتیگوآ و باربودا      | ۱۰٫۴۴                  | ۳۱ December ۲۰۰۷ |
| —    | مونتسرات               | ۱۰٫۴۰                  | ۳۱ December ۲۰۰۷ |
| ۸۶   | لبنان                  | ۱۰٫۲۶                  | ۳۱ December ۲۰۰۷ |
| ۸۷   | مقدونیه شمالی          | ۱۰٫۲۳                  | ۳۱ December ۲۰۰۷ |
| ۸۸   | سنت لوسیا              | ۱۰٫۱۲                  | ۳۱ December ۲۰۰۷ |
| ۸۹   | استرالیا               | ۱۰٫۰۲                  | ۳۱ December ۲۰۰۷ |
| ۹۰   | بلغارستان              | ۱۰٫۰۰                  | ۳۱ December ۲۰۰۷ |
| ۹۱   | پاپوآ گینه نو          | ۹٫۷۸                   | ۳۱ December ۲۰۰۷ |
| —    | آنگویلا                | ۹٫۷۶                   | ۳۱ December ۲۰۰۷ |
| ۹۲   | گرنادا                 | ۹٫۷۶                   | ۳۱ December ۲۰۰۷ |
| ۹۳   | سنت وینسنت و گرنادین‌ها | ۹٫۶۱                   | ۳۱ December ۲۰۰۷ |
| ۹۴   | اسپانیا                | ۹٫۵۴                   | ۳۱ December ۲۰۰۸ |
| ۹۵   | مجارستان               | ۹٫۴۸                   | ۲۶ January ۲۰۰۹  |
| ۹۶   | کرواسی                 | ۹٫۳۳                   | ۳۱ December ۲۰۰۸ |
| ۹۷   | سنت کیتس و نویس        | ۹٫۲۸                   | ۳۱ December ۲۰۰۷ |
| —    | آنتیل هلند             | ۹٫۲۱                   | ۳۱ December ۲۰۰۷ |
| ۹۸   | دومینیکا               | ۹٫۱۷                   | ۳۱ December ۲۰۰۷ |
| ۹۹   | مونته‌نگرو              | ۹٫۰۹                   | ۳۱ December ۲۰۰۷ |
| ۱۰۰  | فیجی                   | ۹٫۰۱                   | ۳۱ December ۲۰۰۷ |
| ۱۰۱  | هلند                   | ۸٫۷۲                   | ۳۱ December ۲۰۰۷ |
| ۱۰۲  | فیلیپین                | ۸٫۶۹                   | ۳۱ December ۲۰۰۷ |
| ۱۰۳  | شیلی                   | ۸٫۶۷                   | ۳۱ December ۲۰۰۷ |
| ۱۰۴  | بلاروس                 | ۸٫۵۸                   | ۳۱ December ۲۰۰۷ |
| ۱۰۵  | کویت                   | ۸٫۵۴                   | ۳۱ December ۲۰۰۷ |
| ۱۰۶  | هند                    | ۸٫۵۰                   | ۳۱ January ۲۰۰۹  |
| ۱۰۷  | اردن                   | ۸٫۴۵                   | ۳۱ December ۲۰۰۸ |
| ۱۰۸  | بحرین                  | ۸٫۳۵                   | ۳۱ December ۲۰۰۷ |
| ۱۰۹  | پاناما                 | ۸٫۲۵                   | ۳۱ December ۲۰۰۷ |
| ۱۱۰  | وانواتو                | ۸٫۱۶                   | ۳۱ December ۲۰۰۷ |
| —    | اتحادیه اروپا          | ۸٫۰۳                   | ۳۱ December ۲۰۰۷ |
| ۱۱۱  | الجزایر                | ۸٫۰۰                   | ۳۱ December ۲۰۰۷ |
| ۱۱۲  | مالدیو                 | ۸٫۰۰                   | ۳۱ December ۲۰۰۸ |
| ۱۱۳  | پرتغال                 | ۷٫۹۲                   | ۳۱ December ۲۰۰۷ |
| —    | نوار غزه               | ۷٫۷۳                   | ۳۱ December ۲۰۰۶ |
| —    | کرانه باختری           | ۷٫۷۳                   | ۳۱ December ۲۰۰۶ |
| ۱۱۴  | یونان                  | ۷٫۷۱                   | ۳۱ December ۲۰۰۷ |
| ۱۱۵  | سان مارینو             | ۷٫۵۸                   | ۳۱ December ۲۰۰۷ |
| ۱۱۶  | مکزیک                  | ۷٫۵۶                   | ۳۱ December ۲۰۰۷ |
| ۱۱۷  | قطر                    | ۷٫۴۳                   | ۳۱ December ۲۰۰۷ |
| ۱۱۸  | عمان                   | ۷٫۲۹                   | ۳۱ December ۲۰۰۷ |
| ۱۱۹  | تایلند                 | ۷٫۲۵                   | ۳۱ December ۲۰۰۷ |
| ۱۲۰  | بوسنی و هرزگوین        | ۷٫۱۷                   | ۳۱ December ۲۰۰۷ |
| ۱۲۱  | اتیوپی                 | ۷٫۰۰                   | ۳۱ December ۲۰۰۶ |
| ۱۲۲  | کره جنوبی              | ۷٫۰۰                   | ۳۱ December ۲۰۰۸ |
| ۱۲۳  | اروگوئه                | ۷٫۰۰                   | February ۲۰۰۹    |
| ۱۲۴  | سوریه                  | ۷٫۰۰                   | ۶ November ۲۰۰۸  |
| ۱۲۵  | نپال                   | ۷٫۰۰                   | ۱۶ July ۲۰۰۸     |
| ۱۲۶  | لیتوانی                | ۶٫۸۶                   | ۳۱ December ۲۰۰۷ |
| ۱۲۷  | اسلوونی                | ۶٫۸۲                   | ۳۱ December ۲۰۰۷ |
| ۱۲۸  | قبرس                   | ۶٫۷۴                   | ۳۱ December ۲۰۰۷ |
| ۱۲۹  | فرانسه                 | ۶٫۶۰                   | ۲۰۰۸             |
| ۱۳۰  | جمهوری ایرلند          | ۶٫۵۲                   | ۳۱ December ۲۰۰۷ |
| ۱۳۱  | استونی                 | ۶٫۴۶                   | ۳۱ December ۲۰۰۷ |
| ۱۳۲  | اسلواکی                | ۶٫۴۲                   | ۳۱ December ۲۰۰۸ |
| ۱۳۳  | مالزی                  | ۶٫۴۱                   | ۳۱ December ۲۰۰۷ |
| ۱۳۴  | اتریش                  | ۶٫۳۰                   | ۳۱ December ۲۰۰۷ |
| ۱۳۵  | اسرائیل                | ۶٫۲۷                   | ۳۱ December ۲۰۰۷ |
| ۱۳۶  | مالت                   | ۶٫۲۴                   | ۳۱ December ۲۰۰۷ |
| ۱۳۷  | کانادا                 | ۶٫۱۰                   | ۳۱ December ۲۰۰۷ |
| ۱۳۸  | لیبی                   | ۶٫۰۰                   | ۳۱ December ۲۰۰۷ |
| ۱۳۹  | آلمان                  | ۵٫۹۶                   | ۳۱ December ۲۰۰۷ |
| ۱۴۰  | جمهوری چک              | ۵٫۷۹                   | ۳۱ December ۲۰۰۷ |
| ۱۴۱  | چین                    | ۵٫۵۸                   | ۱۷ December ۲۰۰۷ |
| ۱۴۲  | بریتانیا               | ۵٫۵۲                   | ۳۱ December ۲۰۰۷ |
| ۱۴۳  | باهاما                 | ۵٫۵۰                   | ۳۱ December ۲۰۰۷ |
| ۱۴۴  | برونئی                 | ۵٫۵۰                   | February ۲۰۰۹    |
| ۱۴۵  | لهستان                 | ۵٫۴۸                   | ۳۱ December ۲۰۰۶ |
| ۱۴۶  | سنگاپور                | ۵٫۳۸                   | ۳۱ December ۲۰۰۸ |
| —    | ماکائو                 | ۵٫۲۵                   | ۳۱ December ۲۰۰۸ |
| ۱۴۷  | فنلاند                 | ۵٫۰۴                   | December ۲۰۰۸    |
| —    | هنگ کنگ                | ۵٫۰۰                   | ۳۱ December ۲۰۰۸ |
| —    | تایوان                 | ۴٫۰۶                   | ۲۰۰۸ est.        |
| ۱۴۸  | سوئد                   | ۴٫۰۰                   | ۲۰۰۴             |
| ۱۴۹  | نروژ                   | ۳٫۵۰                   | ۱st quarter ۲۰۰۹ |
| ۱۵۰  | ایالات متحده آمریکا    | ۳٫۲۵                   | ۳۱ March ۲۰۰۹    |
| ۱۵۱  | سوئیس                  | ۳٫۱۵                   | ۳۱ December ۲۰۰۷ |
| ۱۵۲  | بلژیک                  | ۲٫۱۰                   | ۳۰ January ۲۰۰۹  |
| ۱۵۳  | ژاپن                   | ۱٫۶۸                   | November ۲۰۰۸    |